# Jan Dawidziuk
Jan Dawidziuk (Kolczyn, 17 dicembre 1937 – Parma, 6 marzo 2012) è stato un vescovo vetero-cattolico polacco naturalizzato statunitense.
Fu eletto vescovo nel corso del XX Sinodo nazionale della Chiesa cattolica nazionale polacca e consacrato il 30 novembre 1999 nella Cattedrale di Santo Stanislao a Scranton da Jan Swantek, con la collaborazione di Tomasz Gnat e di Robert Nemkovich. alla cerimonia di consacrazione erano presenti anche l'Arcivescovo di Utrecht Antonius Jan Glazemaker e il vescovo superiore della Chiesa polacco-cattolica Wiktor Wysoczański.
Nel 2003 fu chiamato a succedere a Robert Nemkovich, che aveva governato la Diocesi occidentale della Chiesa cattolica nazionale polacca dal 1994.
Il 28 aprile 2008 fu tra i firmatari della Dichiarazione di Scranton.
Il 5 giugno 2009 ha rassegnato le dimissioni.

## Genealogia episcopale
La genealogia episcopale è:
CHIESA CATTOLICA
- Cardinale Scipione Rebiba
- Cardinale Giulio Antonio Santori
- Cardinale Girolamo Bernerio, O.P.
- Arcivescovo Galeazzo Sanvitale
- Cardinale Ludovico Ludovisi
- Cardinale Luigi Caetani
- Vescovo Giovanni Battista Scanaroli
- Cardinale Antonio Barberini iuniore
- Arcivescovo Charles-Maurice le Tellier
- Vescovo Jacques Bénigne Bossuet
- Vescovo Jacques de Goyon de Matignon
- Vescovo Dominique Marie Varlet

CHIESA ROMANO-CATTOLICA OLANDESE DEL CLERO VETERO EPISCOPALE
- Arcivescovo Petrus Johannes Meindaerts
- Vescovo Johannes van Stiphout
- Arcivescovo Walter van Nieuwenhuisen
- Vescovo Adrian Jan Broekman
- Arcivescovo Jan van Rhijn
- Vescovo Gisbert van Jong
- Arcivescovo Willibrord van Os
- Vescovo Jan Bon
- Arcivescovo Johannes van Santen

CHIESA CATTOLICA NAZIONALE POLACCA
...
- Vescovo Francis Rowinski
- Vescovo Jan Swantek
- Vescovo Jan Dawidziuk